# Nihan Güneyligil
Nihan Güneyligil (née Yeldan le 7 février 1982 à İstanbul) est une ancienne joueuse de volley-ball turque. Elle mesure 1,70 m et jouait au poste de libero. Elle a totalisé 13 sélections en équipe de Turquie. Elle a mis un terme à sa carrière de volleyeuse professionnelle en 2017.

## Clubs
| Club                 | De        | À         |
| -------------------- | --------- | --------- |
| Günes Sigorta        | 1992-1993 | 1998-1999 |
| Bursaspor            | 1999-2000 | 2000-2001 |
| Beşiktaş Istanbul    | 2001-2002 | 2005-2006 |
| VB Günes Sigorta     | 2006-2007 | 2008-2009 |
| Fenerbahçe Istanbul  | 2009-2010 | 2012-2013 |
| Galatasaray İstanbul | 2013-2014 | 2016-2017 |

## Palmarès

### Équipe nationale
- Ligue européenne
  - Finaliste : 2009.

### Clubs
- Ligue des champions
  - Vainqueur : 2012.
- Championnat du monde des clubs
  - Vainqueur : 2010.
- Challenge Cup
  - Vainqueur : 2008.
- Coupe de la CEV
  - Finaliste :2013, 2016.
- Championnat de Turquie
  - Vainqueur : 2010, 2011.
  - Finaliste : 2017.
- Coupe de Turquie
  - Vainqueur : 2010.
- Supercoupe de Turquie
  - Vainqueur: 2009, 2010.

### Distinctions individuelles
- Challenge Cup féminine 2007-2008: Meilleure libero.